# Career Service
Ein Career Service ist eine Institution innerhalb oder im Umfeld einer Hochschule, die mit der Vorbereitung von Studierenden und Absolventen auf einen Einstieg in die Arbeitswelt betraut ist. Weitere Bezeichnungen: Career Center, Career Service Center.
Career Services werden erstmals in den 1970er Jahren etabliert und seit den 1990er Jahren verstärkt an deutschen Universitäten und Fachhochschulen eingeführt. Nach dem Vorbild anglo-amerikanischer Institutionen vermitteln sie durch Beratung, Seminare, Firmenkontaktmessen und Vorträge berufsrelevantes Wissen, stellen Kontakte zu Arbeitgebern her, bringen Unternehmen in einen besseren Kontakt zur jeweiligen Hochschule und verbessern auf diesem Wege die Beschäftigungsfähigkeit der Absolventen. Einzelne Einrichtungen bieten den Studierenden darüber hinaus eigene Publikationen zum Thema Bewerbung und Berufseinstieg. Sie wirken teilweise mit ihrer Arbeitsmarktexpertise zudem im Rahmen der Qualitätsischerungsprozesse in der Lehre in die Curriculumgestaltung der Studiengänge hinein und stellen auch so die Beschäftigungsfähigkeit sicher.
Neben hochschuleigenen Career Services haben sich an einzelnen Standorten auch studentische Career Services gegründet, so in Berlin, in Bonn oder in Magdeburg. Auch kommerziell ausgerichtete Career Services, die beispielsweise schwerpunktmäßig Stellenvermittlung (auch Placement genannt) betreiben.
Abweichende Bedeutung: Als „Career Services“ werden in einzelnen Fällen auch die gezielte Planung von Karrierepfaden sowie das Coaching berufstätiger Individuen durch private Anbieter bezeichnet.

## Organisation, Aus- und Weiterbildung
Die Gründung hochschuleigener Career Services an möglichst allen deutschen Hochschulen wurde sowohl von der Hochschulrektorenkonferenz (HRK) als auch der Kultusministerkonferenz, dem Centrum für Hochschulentwicklung und Bildungspolitikern gefordert. Mittlerweile haben sich diese Einrichtungen an zahlreichen deutschen Universitäten und Fachhochschulen etabliert und leisten dort für die Studierenden und jungen Absolventen wichtige Unterstützung und Orientierung.
2003 wurde das Career Service Netzwerk Deutschland e.v. (csnd) in Berlin gegründet. Hochschulen, die Mitglied der HRK sind, können die Mitgliedschaft erwerben. Mitglieder können zudem alle Einzelpersonen werden, welche Career Service-Aufgaben an ihren Hochschulen (HRK-Mitgliedshochschulen oder staatlich anerkannte Hochschulen) sowie an Wissenschaftseinrichtungen wahrnehmen. Ziel des Vereins: Fortbildung von Mitarbeitern in Career Services, Unterstützung bei der Implementierung neuer Career Services, Erfahrungsaustausch.
Erhebliche Unsicherheiten entstehen derzeit bei der Beratung durch disruptive Entwicklungen von Berufsfeldern als Folge der Digitalisierung. Die Karriereplanung kann daher nur noch unter Vorbehalt unabsehbarer Entwicklungen erfolgen und muss sich mit dem Überangebot an Informationen und Karrierepfaden auseinandersetzen.
Ein international anerkanntes Zertifikat für den Bereich des Career Service ist der Global Career Development Facilitator.

## Universitäre Career Center in Österreich
In Österreich bietet fast jede große Universität sowie auch die Fachhochschulen ein Karrierezentrum für Studierende und Absolventen an, um den Einstieg in den Arbeitsmarkt zu erleichtern. Eines der ersten universitären Career Center in Österreich war das WU ZBP Career Center, welches 1983 gegründet wurde. Damals galt das ZBP als österreichweit einzigartiges Pilotprojekt an der WU (Wirtschaftsuniversität Wien), entfaltete sich aber aufgrund des Erfolges zum Vorbild für die Ausrichtung neuer universitärer Career Center in Österreich. Durch Zusammenarbeit und Kooperationen mit Career Centern an der Technischen Universität Wien (TU Wien Career Center) und der Universität für Bodenkultur (Alumnidachverband der Boku) können jährlich viele Absolventen wirtschaftlicher, technischer und naturwissenschaftlicher Studienrichtungen an renommierte österreichische Unternehmen vermittelt werden.
Auch die Career Center der Universität Wien (UNIPORT), Universität Graz (Career Center der Karl-Franzens-Universität), Universität Innsbruck (Career Service), Universität Klagenfurt (Jobservice) sowie der Universität Salzburg (Career Center) kümmern sich um die Vermittlung von Jungakademikern der diversen Studienrichtungen. Fachhochschulen haben ebenfalls interne Career Center, die sich um die Unterbringung ihrer Absolventen sorgen.

## Career Services in der Schweiz
Schweizer Hochschulen verfügen seit geraumer Zeit über eigene Career Services und Career Center. Seit ca. 2010 findet im Career Services Network Switzerland ein reger Austausch statt, aus welchem mehrere hochschulübergreifende Projekte hervorgegangen sind. So wird seit 2013 eine landesweite „Lange Nacht der Karriere“ veranstaltet, in welcher Unternehmen und Studierende in informellem Setting zusammenkommen können, um sich Themen der Karriere und der beruflichen wie auch persönlichen Entwicklung zu widmen. Seit 2018 findet das jährliche Employer Forum statt, in welchem mehrere Dutzend Unternehmen mit den Vertreterinnen und Vertretern der Hochschulinstitutionen zum Austausch zusammenkommen und die Zusammenarbeit weiterentwickeln.
Das Career Services Network Switzerland wurde im Dezember 2020 als Verein nach Art. 60ff. ZGB neu konstituiert. Es vereint derzeit Vertreterinnen und Vertreter von fast allen vom Bund anerkannten Hochschulen. Der Verein bezweckt den Austausch unter den beteiligten Institutionen und Personen sowie die Professionalisierung der angebotenen Leistungen. Er versteht sich als Bindeglied zwischen Studierenden, Unternehmen und Hochschulen. Im Weiteren bezweckt er die Weiterentwicklung der Services, die von den beteiligten Institutionen angeboten werden.

## Career Service in den postsozialistischen Ländern
In den postsozialistischen Ländern standen und stehen die neu aufgebauten Career Services der Hochschulen vor enormen Problemen. In den meisten sozialistischen Ländern waren die Hochschulen extrem selektiv. Z.B. wurden in Rumänien nur 8 % der prinzipiell berechtigten Sekundarschulabsolventen zum Studium zugelassen. Diese Zulassung bedeutete in der Regel eine Arbeitsplatzgarantie in einer bestimmten Fachrichtung. Gleichzeitig fand eine so gut wie endgültige Berufswahlentscheidung faktisch bereits mit 14 oder 16 Jahren statt. An chinesischen Hochschulen bestanden diese Verhältnisse bis zur Liberalisierung des Arbeitsmarktes ca. 2003 fort. Daraus resultierte eine hohe Verunsicherung der Studierenden. Noch heute fühlen sich über 50 % der rumänischen Studierenden extrem unsicher hinsichtlich ihrer Studienfach- und Berufswahl. Gemessen an dieser Problematik reichen die Kapazitäten der Career Services in den postsozialistischen Ländern kaum aus, woraus die Forderung nach Kurzzeitausbildungsgängen für Studienberater unterhalb des Masterniveaus abgeleitet wird.